# Verhnetoemsky (huyện)
Huyện Verhnetoemsky (tiếng Nga: ? райо́н) là một huyện hành chính tự quản (raion), của Tỉnh Arkhangelsk, Nga. Huyện có diện tích 20402 km², dân số thời điểm ngày 1 tháng 1 năm 2000 là 24100 người. Trung tâm của huyện đóng ở Verkhnyaya Toyma.